# Helcogramma kranos
Helcogramma kranos es una especie de pez de la familia Tripterygiidae en el orden de los Perciformes.

## Morfología
• Los machos pueden llegar alcanzar los 3,1 cm de longitud total. Presentan una máscara negra que llega hasta la mitad de la parte posterior de la cabeza. La región preorbitaria y la prepectoral son blancas.
Los individuos tienen entre 15 y 17 espinas dorsales y una espina anal.

## Hábitat
Es un pez de mar  y de clima tropical  que vive en aguas poco profundas y lagunas de arrecifes de coral hasta los 3 m de profundidad.

## Distribución geográfica
Se encuentran en Komodo, Lombok, Nusa Tengarra Barat y Timor, en Indonesia. Se estima que su área de ocupación es de 8,019 km².

## Reproducción
Los huevos están recubiertos de una superficie pegajosa con la que se anclan a las algas. Sus larvas son planctónicas.

## Estado de conservación y amenazas
No existen datos de población, pero se considera una especie muy común. No se conocen amenazas. Su estado de conservación es de preocupación menor.